# Európai országok népesség szerinti listája
Európa országainak népesség szerinti listája. Az Európai Unió tagállamai fékövérrel vannak jelölve.
Jelmagyarázat
| No. | Ország (vagy terület)                     | Népesség                                           | az össznépesség %-a | Átl. természetes évi növekedés (%) | Átl. absz. term. évi növekedés | becsült duplázódási idő (év) | Hivatalos adat | Dátum              | Csoport | Forrás                                                                                  |
| --- | ----------------------------------------- | -------------------------------------------------- | ------------------- | ---------------------------------- | ------------------------------ | ---------------------------- | -------------- | ------------------ | ------- | --------------------------------------------------------------------------------------- |
| 1   | Oroszország                               | 144,526,636 · európai területen: · 106 millió fő   | 17.16               | 0.19                               | 294,285                        | 368                          | 146,839,993    | January 1, 2017    |         | Archiválva 2016. január 27-i dátummal a Wayback Machine-ben                             |
| 2   | Németország                               | 83,080,010                                         | 9.90                | 1.20                               | 600,000                        | 90                           | 82,800,000     | December 31, 2016  | EU      | Official estimate                                                                       |
| 3   | Törökország                               | 80,810,500 · európai területen: · kb. 12 millió fő | 9.62                | 1.34                               | 1,035,000                      | 52                           | 77,695,904     | December 31, 2016  |         | Archiválva 2019. szeptember 15-i dátummal a Wayback Machine-ben                         |
| 4   | Franciaország                             | 67,431,000                                         | 7.88                | 0.39                               | 261,022                        | 177                          | 66,991,000     | March 1, 2017      | EU      |                                                                                         |
| 5   | Egyesült Királyság                        | 66,480,220                                         | 7.78                | 0.75                               | 484,000                        | 92                           | 66,040,229     | -----------, 2017  |         | Official estimate                                                                       |
| 6   | Olaszország                               | 60,494,118                                         | 7.21                | 0.49                               | 298,000                        | 141                          | 60,788,845     | January 1, 2017    | EU      |                                                                                         |
| 7   | Spanyolország                             | 46,788,820                                         | 5.54                | -0.06                              | -28,000                        | -                            | 46,449,565     | January 1, 2015    | EU      | Official estimate                                                                       |
| 8   | Ukrajna                                   | 42,895,704                                         | 5.10                | -0.32                              | -136,000                       | -                            | 42,726,067     | March 1, 2015      |         | Monthly official estimate                                                               |
| 9   | Lengyelország                             | 38,611,020                                         | 4.62                | 0.05                               | 20,000                         | 1334                         | 38,484,000     | December 31, 2014  | EU      | Official estimate                                                                       |
| 10  | Románia                                   | 19,622,000                                         | 2.36                | -0.41                              | -81,000                        | -                            | 19,942,642     | January 1, 2014    | EU      | Official estimate                                                                       |
| 11  | Kazahsztán                                | 18,311,700                                         | 2.22                | -0.11                              | -22,000                        | -                            | 18,292,700     | August 1, 2018     |         | Archiválva 2018. szeptember 20-i dátummal a Wayback Machine-ben                         |
| 12  | Hollandia                                 | 17,271,800                                         | 2.12                | 0.37                               | 62,000                         | 189                          | 17 601 800     | március 26, 2025   | EU      | Official population clock                                                               |
| 13  | Belgium                                   | 11,502,204                                         | 1.36                | 0.52                               | 58,000                         | 134                          | 11,370,968     | August 1, 2017     | EU      | Monthly official estimate                                                               |
| 14  | Görögország                               | 10,816,286                                         | 1.28                | 0.16                               | -12,000                        | -                            | 11,142,161     | May 24, 2011       | EU      | Final 2011 census result                                                                |
| 15  | Csehország                                | 10,625,449                                         | 1.26                | 0.32                               | 33,716                         | 217                          | 10,613,350     | March 31, 2018     | EU      | Official estimate                                                                       |
| 16  | Portugália                                | 10,291,196                                         | 1.23                | -0.56                              | -58,000                        | -                            | 10,309,573     | December 31, 2016  | EU      | Official estimate                                                                       |
| 17  | Svédország                                | 10,221,988                                         | 1.22                | 1.03                               | 100,000                        | 68                           | 10,196,303     | August 31, 2018    | EU      | Official estimate                                                                       |
| 18  | Azerbajdzsán                              | 9,898,085                                          | 1.17                | 1.23                               | 117,000                        | 57                           | 9,810,000      | January 1, 2017    |         | Official estimate                                                                       |
| 19  | Magyarország                              | 9,771,000                                          | 1.15                | -0.28                              | -28,000                        | -                            | 9,849,000      | December 31, 2014  | EU      | Official estimate                                                                       |
| 20  | Fehéroroszország                          | 9,491,800                                          | 1.13                | 0.00                               | 0                              | -                            | 9,481,100      | April 1, 2015      |         | Official estimate Archiválva 2015. november 13-i dátummal a Wayback Machine-ben         |
| 21  | Ausztria                                  | 8,861,091                                          | 1.04                | 0.67                               | 57,000                         | 104                          | 8,838,171      | July 1, 2018       | EU      | Official estimate                                                                       |
| 22  | Svájc                                     | 8,544,034                                          | 0.99                | 0.87                               | 71,000                         | 80                           | 8,211,700      | September 30, 2014 | EFTA    | Official estimate                                                                       |
| 23  | Bulgária                                  | 7,050,034                                          | 0.86                | -0.57                              | -41,000                        | -                            | 7,245,677      | December 31, 2017  | EU      | Official estimate                                                                       |
| 24  | Szerbia                                   | 7,001,444                                          | 0.85                | -0.41                              | -29,000                        | -                            | 7,146,759      | January 1, 2018    |         | Official estimate                                                                       |
| 25  | Dánia                                     | 5,808,202                                          | 0.68                | 0.48                               | 27,000                         | 145                          | 5,789,957      | January 1, 2018    | EU      | Official estimate                                                                       |
| 26  | Finnország                                | 5,519,463                                          | 0.66                | 0.11                               | 6,000                          | 632                          | 5,473,465      | March 31, 2015     | EU      | Monthly official estimate                                                               |
| 27  | Szlovákia                                 | 5,443,120                                          | 0.65                | 0.13                               | 7,000                          | 537                          | 5,415,949      | September 30, 2014 | EU      | Official estimate                                                                       |
| 28  | Norvégia                                  | 5,312,343                                          | 0.62                | 1.11                               | 57,000                         | 63                           | 5,165,802      | January 1, 2015    | EFTA    | Official estimate                                                                       |
| 29  | Írország                                  | 4,857,000                                          | 0.55                | 0.35                               | 16,000                         | 200                          | 4,857,000      | April 2018         | EU      | Official estimate Archiválva 2018. augusztus 28-i dátummal a Wayback Machine-ben        |
| 30  | Horvátország                              | 4,105,493                                          | 0.50                | -0.31                              | -13,000                        | -                            | 4,267,558      | July 1, 2012       | EU      | Official estimate                                                                       |
| 31  | Grúzia                                    | 3,729,600                                          | 0.45                | -1.23                              | -46,000                        | -                            | 3,729,500      | January 1, 2015    |         | Official estimate                                                                       |
| 32  | Moldova                                   | 3,564,000                                          | 0.42                | 0.48                               | 17,000                         | 145                          | 3,555,200      | January 1, 2015    |         | Official estimate                                                                       |
| 33  | Bosznia-Hercegovina                       | 3,511,372                                          | 0.42                | -0.64                              | -24,000                        | -                            | 3,511,372      | June 30, 2016      |         | Preliminary 2016 census result                                                          |
| 34  | Örményország                              | 2,925,000                                          | 0.36                | -0.03                              | -1,000                         | -                            | 3,010,600      | January 1, 2016    |         | Monthly official estimate                                                               |
| 35  | Albánia                                   | 2,887,000                                          | 0.35                | -0.41                              | -12,000                        | -                            | 2,893,005      | January 1, 2015    |         | Official estimate                                                                       |
| 36  | Litvánia                                  | 2,795,000                                          | 0.35                | -0.85                              | -25,000                        | -                            | 2,912,566      | October 1, 2018    | EU      | Official estimate                                                                       |
| 37  | Észak-Macedónia                           | 2,075,301                                          | 0.25                | 0.15                               | 3,000                          | 478                          | 2,069,172      | December 31, 2014  |         | Official estimate                                                                       |
| 38  | Szlovénia                                 | 2,066,880                                          | 0.25                | 0.15                               | 3,000                          | 477                          | 2,062,731      | October 1, 2014    | EU      | Official estimate Archiválva 2015. augusztus 4-i dátummal a Wayback Machine-ben         |
| 39  | Lettország                                | 1,934,379                                          | 0.24                | -0.90                              | -18,000                        | -                            | 1,983,300      | January 1, 2018    | EU      | Official estimate                                                                       |
|     | Koszovó                                   | 1,799,000                                          | 0.22                | 1.08                               | 20,000                         | 64                           | 1,815,606      | December 31, 2017  |         | Official estimate                                                                       |
| 40  | Észtország                                | 1,315,000                                          | 0.16                | 0.46                               | 6,000                          | 152                          | 1,315,635      | January 1, 2017    | EU      | Official estimate Archiválva 2012. november 23-i dátummal a Wayback Machine-ben         |
| 41  | Ciprus                                    | 876,000                                            | 0.10                | 0.46                               | 4,000                          | 151                          | 865,900        | December 31, 2012  | EU      | Official estimate                                                                       |
| 42  | Montenegró                                | 642,550                                            | 0.07                | 0.00                               | 0                              | -                            | 622,359        | April 1, 2011      |         | 2011 census result                                                                      |
| 43  | Luxemburg                                 | 602,000                                            | 0.07                | 2.52                               | 14,000                         | 28                           | 562,958        | January 1, 2018    | EU      | Official estimate Archiválva 2019. február 23-i dátummal a Wayback Machine-ben          |
| 44  | Málta                                     | 475,700                                            | 0.05                | 0.47                               | 2,000                          | 147                          | 417,432        | November 20, 2011  | EU      | 2011 census result Archiválva 2016. március 4-i dátummal a Wayback Machine-ben          |
| 45  | Izland                                    | 350,710                                            | 0.04                | 1.22                               | 4,000                          | 57                           | 329,100        | January 1, 2015    | EFTA    | Official estimate                                                                       |
|     | Jersey Bailiffség (brit koronafüggőség)   | 103,000                                            | 0.01                | 0.98                               | 1,000                          | 71                           | 97,857         | March 27, 2011     |         | 2011 census result Archiválva 2012. szeptember 18-i dátummal a Wayback Machine-ben      |
|     | Man sziget (brit koronafüggőség)          | 89,000                                             | 0.01                | 1.14                               | 1,000                          | 61                           | 84,497         | March 27, 2011     |         | 2011 census result                                                                      |
| 46  | Andorra                                   | 78,000                                             | 0.01                | 1.30                               | 1,000                          | 54                           | 76,949         | 2014               |         | Official estimate                                                                       |
|     | Guernsey Bailiffség (brit koronafüggőség) | 66,000                                             | 0.01                | 1.54                               | 1,000                          | 45                           | 65,150         | March 31, 2014     |         | Official estimate                                                                       |
|     | Feröer (Dánia)                            | 50,000                                             | 0.01                | 0.00                               | 0                              | -                            | 48,693         | February 1, 2015   |         | Monthly official estimate                                                               |
| 47  | Liechtenstein                             | 38,111                                             | 0.00                | 0.00                               | 0                              | -                            | 37,370         | December 31, 2014  | EFTA    | Official estimate Archiválva 2017. július 2-i dátummal a Wayback Machine-ben            |
| 48  | Monaco                                    | 37,000                                             | 0.00                | 0.00                               | 0                              | -                            | 36,950         | December 31, 2013  |         | Official estimate                                                                       |
|     | Gibraltár (Egyesült Királyság)            | 34,000                                             | 0.00                | 3.03                               | 1,000                          | 23                           | 30,001         | 2012               | EU      | Official estimate                                                                       |
| 49  | San Marino                                | 33,000                                             | 0.00                | 0.00                               | 0                              | -                            | 32,798         | February 28, 2015  |         | Monthly official estimate Archiválva 2012. december 28-i dátummal a Wayback Machine-ben |
|     | Åland                                     | 29,000                                             | 0.00                | 0.00                               | 0                              | -                            | 28,666         | December 31, 2013  | EU      | Official estimate Archiválva 2016. november 15-i dátummal a Wayback Machine-ben         |
| 50  | Vatikán                                   | 1,000                                              | 0.00                | 0.00                               | 0                              | -                            | 0              | 2012               |         | Official estimate Archiválva 2017. február 2-i dátummal a Wayback Machine-ben           |
| 51  | Máltai Lovagrend                          | 13.500                                             | 0.00                | 0.00                               | 0                              | -                            |                |                    |         |                                                                                         |